# 조 매켈더리
조 매켈더리(Joe McElderry, 1991년 6월 16일 ~ )는 잉글랜드의 가수이다.